# اوکی آوین (نیومکزیکو)
اوکی آوین (به انگلیسی: Ohkay Owingeh) یک منطقهٔ مسکونی در ایالات متحده آمریکا است، که در شهرستان ریو آریبا، نیومکزیکو واقع شده‌است.